# Лавров, Михаил Андреевич
Михаил Андреевич (Андрианович) Лавров (13 [24] сентября 1799, Архангельск — 1882) — адмирал (1872), полярный исследователь, таганрогский градоначальник.

## Биография
Родился 13 (24) сентября 1799 года в Архангельске. В 1811 году Лавров поступил в Морской кадетский корпус, в 1816 г окончил в нём курс, и получил чин мичмана, плавал по Балтийскому морю.
В 1821—1824 годах находился в составе экспедиции Ф. П. Литке в Северном Ледовитом океане, совершил плавание от Мурманска к Новой Земле и обследование её берегов и близлежащих островов. В 1823 году награждён орденом Св. Владимира IV степени.
После плаваний в водах Балтийского моря в 1825—1827 годах, плавал с адмиралом Ф. П. Врангелем на шлюпе «Кроткий» в Камчатку и Русскую Америку и получил чин капитан-лейтенанта. В 1831—1835 годах плавал в Архипелаге и Адриатическом море, участвовал в сражении против пиратских судов в заливе Линнидо, потопил 4 неприятельских судна.
25 декабря 1833 (6 января 1834) года за беспорочную выслугу и проведение 18 морских кампаний был награждён орденом св. Георгия 4-й степени (№ 4907 по кавалерскому списку Григоровича — Степанова). 22 апреля (4 мая) 1834 года был произведён в капитаны 2-го ранга.
11 (23) декабря 1846 года из чина капитана 1-го ранга был лишён орденов и разжалован в матросы «за дерзость и ослушание противу своего бригадного командира» контр-адмирала Карпова. Впрочем через некоторое время ему ордена и чин были возвращены.
2 (14) января 1850 года он был уволен от службы; 15 (27) сентября 1855 года вновь был принят на службу, с назначением состоять по особым поручениям при управляющем морским министерством; 15 (27) октября 1856 года получил чин контр-адмирала и был назначен таганрогским градоначальником. При его непосредственном участии было открыто регулярное пароходное сообщении на линии Таганрог—Константинополь. 28 сентября (10 октября) 1859 года «за отлично-усердную службу» награждён орденом Св. Станислава I степени. 21 октября (2 ноября) 1863 года награждён орденом Св. Анны I степени.
21 декабря 1864 года (2 января 1865) зачислен по резервному флоту, и 15 (27) октября 1872 года произведён в адмиралы.
Умер в 1882 году.

## Память
Именем адмирала Лаврова назван мыс на побережье Северного Ледовитого океана (Баренцево море, Новая Земля, мыс нанесён на карту в 1821 году Ф. П. Литке на бриге «Новая Земля», им же было присвоено название мысу) и небольшой остров к северо-западу от Северной Земли (по другим источникам, остров назван в честь В. М. Лаврова).